# Thacanophyrys goldsboroughi
Thacanophyrys goldsboroughi är en kräftdjursart som först beskrevs av M. J. Rathbun 1906.  Thacanophyrys goldsboroughi ingår i släktet Thacanophyrys och familjen maskeringskrabbor. Inga underarter finns listade i Catalogue of Life.